# ヴォウト・リーヴ

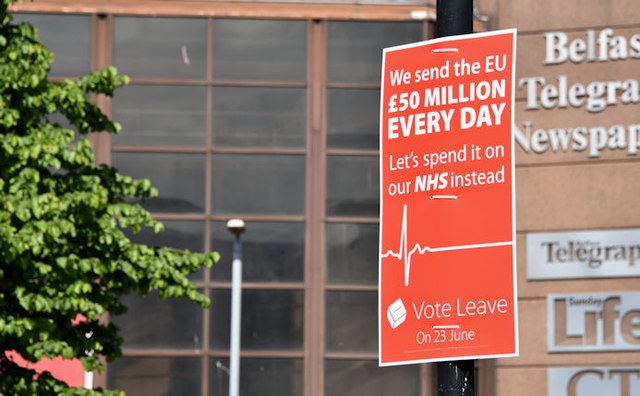
EU加盟国として支払っている拠出金について誤解を招く内容が書かれたヴォウト・リーヴのポスター。ポスト真実の政治の一例。

ヴォウト・リーヴ(英語: Vote Leave、離脱に投票を)は、イギリスの欧州連合離脱是非を問う国民投票にともない、欧州連合からの離脱に賛成のキャンペーンを展開している超党派の団体。
ヴォウト・リーヴの活動はボリス・ジョンソンやナイジェル・ローソンなどからも支持されている。

## 設立目的・主張
イギリスの中小企業の約7割以上が、自国の貿易政策は欧州連合(EU)ではなく自国政府がコントロールすべきであると考えている。そのため、EU離脱によってEU法による制限を解除し、イギリスの主権を取り戻すと主張している。
具体的な政策として、EUとの友好関係や自由貿易を再交渉することにより、EU加盟料として支払っている毎週3億5000万ポンドの支払いを停止し、国民保健サービスや科学研究といった事項を優先させるとしている。

## トヨタ自動車、日産自動車のロゴの無断使用による印象操作
ヴォウト・リーヴは、トヨタ自動車、日産自動車のロゴ商標をビラやプラカードに無断で運動の宣伝に使用し、トヨタ自動車、日産自動車がEU離脱運動を支持しているかのような誤った印象を与えた。ヴォウト・リーヴのパンフレットには、トヨタ自動車、日産自動車、米ゼネラル・モーターズ傘下のボクスホールなどの無断使用のロゴとともに、「主要な雇用者は国民投票の結果にかかわらず英国にとどまると表明している」という文言が印刷されていた。日産自動車はロゴの無断使用をやめるよう求めたが拒絶されたため、ヴォウト・リーヴを提訴した。